# Budapest Open 2022
Il Budapest Open 2022 è stato un torneo di tennis femminile giocato sui campi in terra rossa all'aperto. È stata la 4ª edizione del torneo, la prima dopo un'interruzione di tre anni, e che ha fatto parte del WTA Challenger Tour 2022. Il torneo si è giocato al Római Teniszakadémia di Budapest in Ungheria dal 19 al 25 settembre 2022.

## Partecipanti al singolare

### Teste di serie
| Nazionalità | Giocatrice          | Ranking* | Testa di serie |
| ----------- | ------------------- | -------- | -------------- |
| Romania     | Irina-Camelia Begu  | 41       | 1              |
| Ungheria    | Anna Bondár         | 52       | 2              |
| Italia      | Jasmine Paolini     | 55       | 3              |
| Italia      | Lucia Bronzetti     | 57       | 4              |
| Spagna      | Nuria Párrizas Díaz | 63       | 5              |
| Germania    | Jule Niemeier       | 73       | 6              |
| Egitto      | Mayar Sherif        | 74       | 7              |
| Ungheria    | Panna Udvardy       | 76       | 8              |

* Ranking al 12 settembre 2022.

### Altre partecipanti
Le seguenti giocatrici hanno ricevuto una wild card per il tabellone principale:
- Tímea Babos
- Irina-Camelia Begu
- Fanny Stollár
- Rebeka Stolmár
- Natália Szabanin

La seguente giocatrice è entrata in tabellone con lo special exempt:
- Réka Luca Jani

Le seguenti giocatrici sono passate dalle qualificazioni:
- Carolina Alves
- Tamara Korpatsch
- Jesika Malečková
- Emma Navarro

La seguente giocatrice è stata ripescata in tabellone come lucky loser:
- Ėrika Andreeva

### Ritiri
Prima del torneo
- Irina-Camelia Begu → sostituita da  Ėrika Andreeva
- Ana Bogdan → sostituita da  Simona Waltert
- Viktorija Golubic → sostituita da  Jule Niemeier
- Kaja Juvan → sostituita da  Julia Grabher
- Harmony Tan → sostituita da  Irina Bara
- Clara Tauson → sostituita da  Harmony Tan
- Maryna Zanevs'ka → sostituita da  Cristina Bucșa

## Partecipanti al doppio

### Teste di serie
| Nazione  | Giocatrice       | Nazione  | Giocatrice           | Rank1 | Seed |
| -------- | ---------------- | -------- | -------------------- | ----- | ---- |
| Ungheria | Anna Bondár      | Belgio   | Kimberley Zimmermann | 105   | 1    |
| Ungheria | Tímea Babos      | Slovenia | Tamara Zidanšek      | 188   | 2    |
|          | Angelina Gabueva |          | Anastasija Zacharova | 197   | 3    |
| Francia  | Elixane Lechemia | Germania | Julia Lohoff         | 233   | 4    |

* Ranking al 12 settembre 2022.

### Altre partecipanti
Le seguenti giocatrici hanno ricevuto una wild card per il tabellone principale:
- Kitti Molnár /  Viktória Varga

## Campionesse

### Singolare
Tamara Korpatsch ha sconfitto in finale  Viktorija Tomova con il punteggio di 7-6(3), 6(4)-7, 6-0.

### Doppio
Anna Bondár /  Kimberley Zimmermann hanno sconfitto in finale  Jesika Malečková /  Renata Voráčová con il punteggio di 6-3, 2-6, [10-5].